# کیو-تیپ
کمال ابن جان فرید (زاده ۱۰ آوریل ۱۹۷۰)، شناخته شده با نام هنری کیو-تیپ، رپر، تهیه‌کننده ضبط، خواننده، هنرپیشه و دی‌جی آمریکایی است.
وی یکی از مشهورترین چهره های هیپ هاپ است. جان بوش از آل‌میوزیک او را «بهترین رپر/تهیه‌کننده در تاریخ هیپ هاپ» عنوان کرد.